# Josh Brown
Joshua "Josh" Brown (født 29. april 1979 i Foyil, Oklahoma, USA) er en amerikansk footballspiller, der spiller i NFL som place kicker for New York Giants. Brown kom ind i ligaen i 2003 og har tidligeres spillet for St. Louis Rams, Seattle Seahawks og Cincinnati Bengals.
Brown var en del af det Seattle Seahawks-hold, der i 2006 tabte Super Bowl XL til Pittsburgh Steelers.

## Klubber
- Seattle Seahawks (2003–2007)
- St. Louis Rams (2008–2011)
- Cincinnati Bengals (2012)
- New York Giants (2013–)